# NGC 1812
NGC 1812 è una galassia a spirale situata nella costellazione della Colomba, a una distanza di circa 189 milioni di anni luce dalla nostra Via Lattea.

## Scoperta
La galassia è stata scoperta il 6 novembre 1834 dall'astronomo britannico John Herschel.

## Descrizione
NGC 1812 ha una classe di luminosità I.
NGC 1812 forma una coppia di galassie interagenti con NGC 1811.